# Monteithosites helicostracum
Monteithosites helicostracum är en snäckart som beskrevs av Stanisic 1996. Monteithosites helicostracum ingår i släktet Monteithosites och familjen Camaenidae. Inga underarter finns listade i Catalogue of Life.